# 高橋五月
高橋 五月（たかはし さつき、1948年5月6日 - ）は神奈川県横浜市出身のプロゴルファー。

## 来歴
荒川高校卒業後に21歳でゴルフを始め、杉本英世に師事。
1974年秋のプロテストに26歳で合格し 、1975年の美津濃プロ新人では4位タイに入った。 
1980年の岐阜関カントリー倶楽部開場15周年記念「岐阜関チェリーカップトーナメント」では2日目に松田敏博・寺本一郎・川上実と並んでの5位タイに浮上し、最終日には68をマークしてミヤ・アエ（ビルマ）の2位 に入る。日本プロでは初日の14番パー5で第2打を20cmにつけるイーグルが効いたか、河野高明・中嶋常幸と共に2アンダー69で並んで首位タイとなる。プロ6年目で初の首位発進を決めると、2日目も踏ん張って5バーディー、3ボギー、4ダブルボギーのイーブンパー71で通算2アンダーをキープし、宮本省三に並ばれたが、初の2日間首位も経験。最終的には山本善隆・金井清一・鷹巣南雄・鈴木規夫・河野に次ぐと同時に宮本・長谷川勝治・藤木三郎を抑え、出口栄太郎・安田春雄と並んでの7位タイであった。表蔵王国際東北オープンでは関水利晃・川俣茂と並んでの9位タイに入った。
1981年から1986年までシード選手として活躍し、1981年の第1回KSB香川オープンで内田繁・宮本・藤木・高橋純一・榎本七郎と並んでの5位タイに入った。
1981年の阿蘇ナショナルパークオープンでは2日目に松本紀彦・上田健次・泉川ピート・冨田三十士と並んでの4位タイに着け、最終日には羽川豊・泉川と並んでの6位タイに入った。
1981年の東北クラシックでは泉川・金本章生と並んでの8位タイに入り、群馬県オープンでは小林富士夫・川田時志春・中嶋・新井規矩雄を抑えると同時にプレーオフで高橋勝成を下して優勝  。
1982年にはKSB香川オープンで内田・新井に次ぐ3位、ダンロップ国際オープンで許勝三（中華民国）・高橋勝と並んでの7位タイ、美津濃トーナメントでは杉原輝雄・羽川・内田に次ぐと同時に中嶋・鈴木を抑えての4位に入った。
1983年のKSB瀬戸内海オープンでは初日を十亀賢二・杉原に次ぐと同時に藤木・金井・前田新作・新井・高橋を抑え、磯崎功・小林と並んでの3位タイでスタートし、最終日には十亀・安田に次ぐと同時に牧野裕・内田・藤木・小林・吉武恵治・杉原・新井・金井と並んでの3位タイであった。ゴルフダイジェストトーナメントでは初日を64で首位 スタートし、2日目には2日間60台の内田に並ばれて首位タイ、3日目には辛うじてパープレーで首位を守ったが、最終日には中嶋・藤木・河野和重・青木功と並んでの3位タイ に入った。ブリヂストントーナメントでは2日目の12番パー3でホールインワンを達成。
1984年のパールカントリークラブオープンでは鷹巣・石井裕士に次ぐと同時にデビッド・イシイ（アメリカ）、泉川を抑えての3位に入り、帰国後のKSB瀬戸内海オープンでは藤木と並んでの4位タイ、全日空札幌オープンでは泉川とのプレーオフに敗れて 2位に終わる 。栃木県オープンでは初日を河野・安達典夫と並んでの3位タイでスタートし、町野治・川波通幸に次ぐ3位タイに留まった。KBCオーガスタでは初日に6バーディー、ノーボギーの安定したプレーで6アンダー66の首位スタートを決め、2日目もノーボギー67とスコアをまとめて11アンダー133で首位を守る。3日目は藤木、ドン・プーリー（アメリカ）、出口と並んでの8位タイに後退し、最終日には尾崎健・倉本昌弘・牧野、ジョーイ・シンドラー（アメリカ）と並んでの5位タイに入った。ダンロップフェニックストーナメントではフレッド・カプルス（アメリカ）、倉本、ジョニー・ミラー（アメリカ）と並んでの7位タイに入った。
1985年の栃木県オープンでは浅井教司・渡辺司と並んでの4位タイに入った。KBCオーガスタでは3日目が台風13号の直撃で中止して迎えた最終日、飯合肇、ファジー・ゼラー（アメリカ）、青木功・尾崎将司・出口と共に9アンダーで並ぶ激戦を繰り広げ、飯合の2位タイであった。
1986年の東北クラシックでは森憲二・宮本康弘・前田と並んでの10位タイに入るが、森・宮本と共にレギュラーツアーでの最後の十傑入りとなる。
1987年のテーラーメイド瀬戸内海オープンでは新井・新関善美・杉原、ブレッド・オグル（オーストラリア）、入江勉と並んでの5位タイに入った。
1989年のゴルフダイジェストトーナメントを最後にレギュラーツアーから引退し、その後はテレビ東京解説者などのテレビ出演、レッスン指導、講演と幅広く活躍。
レッスンは歯に衣着せぬ発言と親しみのあるキャラクターから好評し、師匠の杉本に勝るとも劣らないゴルフ理論を持つ。「原則はひとつ。しかし基本はプレーヤーの数だけある」が口癖で、セオリーといわれる基本を、それぞれのプレーヤーの個性に合わせ、アレンジし、プレーヤーに最も適したグリップ、スイングを指導、人気を博す。
「もっと飛ばしたい」「ボールを曲げたくない」「もっと寄せたい」「パターが上手になりたい」「もっといいスコアーで回りたい」など悩むアマチュア・ゴルファーへのゴルフ教室、ワンポイントレッスンは実戦的で分かりやすく好評であったほか、講演ではゴルフコンペでのスコアメイクのコツ、試合での駆け引き、トッププロの人間像、プロの練習方法などの裏話も面白く聞かせた。
2023年までは栃木県下都賀郡壬生町の宮の森カントリー倶楽部に所属し、2024年までは川波・高橋完・植田浩史と共に栃木県プロゴルフ会メンバーであった。

## 主な優勝
- 1981年 - 群馬県オープン
- 1986年 - 栃木オープン